# Église Saint-Georges d'Auvers-Saint-Georges
L'église Saint-Georges d'Auvers-Saint-Georges est une église paroissiale catholique, dédiée à saint Georges, située dans la commune française d'Auvers-Saint-Georges et le département de l'Essonne.

## Historique
L'édifice primitif date du XIe siècle et fait l'objet d'une reconstruction au XVe siècle après la guerre de Cent Ans. 
Depuis un arrêté du 17 février 1950, l'église est inscrite au titre des monuments historiques.

## Description
L'édifice abrite un retable du XVIIe siècle, un bas-relief du XVIe siècle et des vitraux du XIXe siècle dans la nef. 

## Pour approfondir